# Post-britpop
Post-britpop é um sub-gênero do rock alternativo britânico, criado por bandas que emergiram no final da década de 1990 e no começo da década de 2000 em consequência do britpop, é influenciado por artistas como Pulp, Oasis e Blur, mas com menos interesses britânicos em suas letras e fazendo mais uso da influência do rock americano, incluindo o post-grunge.